# Parafia św. Maksymiliana Marii Kolbego w Szczecinie
Parafia pod wezwaniem Świętego Maksymiliana Marii w Szczecinie – parafia rzymskokatolicka należąca do dekanatu Szczecin-Pomorzany, archidiecezji szczecińsko-kamieńskiej, metropolii szczecińsko-kamieńskiej. Została erygowana w 1973. Siedziba parafii mieści się w Szczecinie przy ulicy Włościańskiej.